# John C. McDonnell
John C. McDonnell est un acteur et scénariste américain né le 27 octobre 1961 à Chicago, Illinois (États-Unis).

## Filmographie

### comme acteur
- 1989 : Caroline's Comedy Hour (série TV) : Guest comedian (unknown episodes)
- 1989 : Comic Strip Live (série TV) : Guest Comedian (unknown episodes)
- 1990 : Papa est un fantôme (Ghost Dad) : Patient
- 1994 : Revenge of the Red Baron : Red Baron (voix)
- 1995 : Virtual Seduction (TV) : Scraggly Thug
- 1997 : L'Évasion (Macon County Jail) : Aubrey
- 1997 : Swimsuit: The Movie : Max 'Large Grip' O'Hara
- 1998 : Bronx County (TV) : Police officer
- 1998 : Star Trek the Experience: The Klingon Encounter : Various (voix)
- 1999 : Suckers : Detective #2
- 1999 : Friends (série TV) (Saison 5, épisode 22) : The Grip
- 2001 : Some Kinda Joke : Various (voix)
- 2006 : World Trade Center : Pittsburgh Officer